# Герб Закарпатської області
Герб Закарпа́тської о́бласті — символічний знак, що виражає історичні й духовні традиції Закарпаття. Разом із прапором становить офіційну символіку органів місцевого самоврядування та виконавчої влади Закарпатської області.

## Опис
Сучасний герб Закарпатської області був затверджений 18 грудня 1990 р. Положенням про герб Закарпатської області, яке містить такий опис герба: «Герб Закарпатської області має форму розтятого щита. У лівій — сім рівних горизонтальних смуг з чергуванням лазурового і золотого, з яких перша смуга лазурова, друга — золота; у правій частині в срібному полі — зображення червоного ведмедя, що стоїть на задніх лапах і дивиться вліво».

## Тлумачення
У 1924 р. чеський професор Іржі Краль, спеціаліст з етнографії, подає таке тлумачення герба: нібито сім смуг, синіх і жовтих, нагадуючи Україну, означають сім головних рік краю — Тису, Тересву, Ріку, Тереблю, Боржаву, Латорицю, Уж, а ведмідь — типовий представник фауни Карпат.
У 1990 р. Павло Федака, етнограф із Ужгорода, дає своє пояснення, що сім смуг означають єдність семи колишніх комітатів Закарпаття, а поєднання срібного і червоного кольорів відбулося під впливом чеської і словацької геральдики.
У 1991 р. польський економіст Анджей Воцял, який цікавився історією воєн, висуває версію, яка ґрунтувалась на літературі таких українських емігрантів, як Микола Битинський та Роман Климкевич, що ведмідь — це давній геральдичний символ герба Петра Петровича, наджупана земплинського і ужанського XIV століття, який потрапляє у XX столітті в герб Підкарпатської Русі.

## Історія

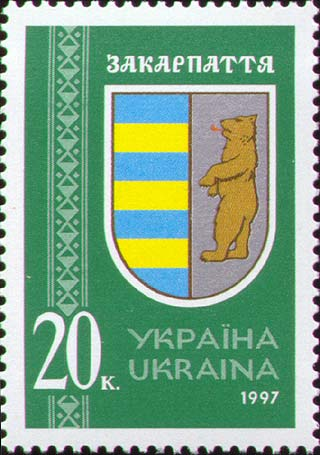
«Герб Закарпатської області», поштова марка України (1997)

### Угорське королівство

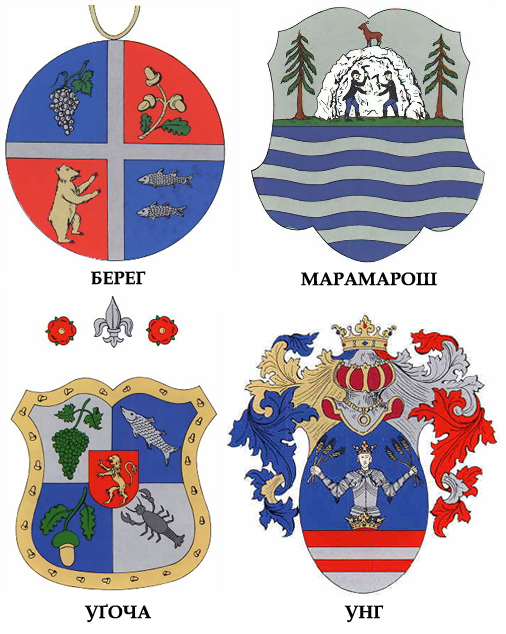
Герби русинських комітатів Угорщини: Берег, Мармарош, Уґоча, Унґ

Із  lX ст. до 1920 р. Закарпаття перебувало у складі Угорщини й не мало ні статусу окремої адміністративної території, ні окремого герба.

### Чехословацька республіка
Після розпаду Австро-Угорщини і утворення Чехословацької Республіки у 1918 р. питання герба Закарпаття піднімалося спочатку Народним комітетом, який передав потім це питання уряду, той, у свою чергу, Міністерству внутрішніх справ, а воно вже створило спеціальну геральдичну комісію, до складу якої входили фахівці з історії, геральдики і мистецтва. Важливим і досить складним моментом у діяльності цієї комісії було визначення концепції створення державних символів. Лише за вимогою Міністерства закордонних справ комісія, урешті-решт, зупинилась на принципі гербів так званих «історичних земель».
Але Підкарпатська Русь «історичною землею» не була, тому герба свого не мала. Згідно з думкою професора Празького університету Густава Фрідріха та нотаріуса Ярослава Курси, комісія пропонувала спочатку взяти за герб землі один із гербів найбільших міст Підкарпатської Русі, наприклад Мукачева, але в Празі не мали можливості визначити точне зображення герба Мукачева, тому й виникла необхідність звернутись до адміністратора Підкарпатської Русі.
3 січня 1920 р. Міністерство внутрішніх справ надсилає адміністратору Підкарпатської Русі в Ужгород урядове нагадування: «З метою попереднього ознайомлення Міністерство внутрішніх справ просить, щоб якнайскоріше було повідомлено: 1. Чи з'явились у Підкарпатській Русі певні бажання і пропозиції в цьому напрямку; 2. Щоб були надані кольорові ескізи (або фотографії з описом головних кольорів) гербів окремих найбільших міст Підкарпатської Русі».
Конституція Чехословаччини, прийнята 29 лютого 1920 ввела в ужиток назву «Підкарпатська Русь» і, починаючи з цього часу, таку назву використовувалося у всіх офіційних відносинах і як політичне поняття в міжнародній практиці.
29 лютого 1920 року був затверджений герб Підкарпатської Русі: стоячий ведмідь та прапор: синьо-жовте полотнище.
Два місяці Ужгород мовчав. Тільки вимога депутата Заградника, головного доповідача про проєкт закону про державний прапор і державний герб, змусила Міністерство внутрішніх справ вдруге письмово звернутись 9 березня 1920 року до представників Підкарпатської Русі щодо прискорення відповіді про проєкт герба Підкарпатської Русі. А вже на той час у Празі шляхом телефонної розмови з Ужгородом 8 березня 1920 року вдалося отримати інформацію, що в «Підкарпатській Русі існують, що торкається народних кольорів, дві течії, одна партія бажає введення українських кольорів, тобто синього і жовтого, тоді як інша партія обирає кольори червоний і білий або червоний і синій».
Професор Густав Фрідріх запропонував для герба «обрати ведмедя, який знаходиться в гербі міста Ужгород (помилка професора, в ужгородському гербі ніколи не було ведмедя — авт.); щодо кольорів пропонується компромісне рішення, щоб у гербі були представлені чотири кольори. Опис цього герба був би таким: „щит розтятий навпіл, у його правій половині в синьому полі три золотих балки (пояси), у лівій половині у срібному полі червоний ведмідь у скоку і вправо дивиться“.
10 березня 1920 року в Празі у справі створення герба Підкарпатської Русі знаходиться депутація, яка складалась із членів Центральної Руської Народної Ради (А. Бескида): д-р Ґаґатко, д-р Гомічко та Ц. Прокоп від автономної директорії А. Волошина. Як повідомляла 12 березня 1920 року Президія Ради міністрів, «зазначені особи в цілому не заперечили проти запропонованого герба. До будь-якої обов'язкової заяви вони не вважають свої виступи обґрунтованими».
Врешті-решт, 17 березня 1920 року Горожанська управа Підкарпатської Русі надіслала опис проєктів для герба Підкарпатської Русі, де зазначалося, що партія Ґаґатко-Цуркановича не висловлює серйозних зауважень щодо запропонованого герба Підкарпатської Русі, лише бажає, щоби щит, розтятий навпіл, у нижній частині мав три пагорби, також розтятих, права половина яких золотого кольору, ліва — синього. У правій половині щита замість трьох золотих балок була половина греко-католицького хреста; у лівій срібній половині на синій основі пагорбів має стояти червоний ведмідь у скоку. Партія директорії, тобто партія Волошина, запропонувала проєкт щита занадто складний, який дуже важко описати. Він складається з елементів жупанських гербів марамороського, унгського спіського, березького, земплинського, шариського і угочанського. Центр його займає щит Коріатовича, у верхній третині є позаду гори, з обох боків піхти, у середині олень. Під ним показана штольня з двома шахтарськими молотками і біля центрального щита Коріатовича знаходиться чоловік і жінка зі снопом хліба і виноградним гроном. Під нижньою частиною щита Коріатовича зображена вода з рибами».
Ці документи надійшли в Прагу 22 березня 1920 року, а 6 квітня 1920 року у завершальному документі з цього питання Міністерства внутрішніх справ зазначалося, що «із запропонованих проєктів не міг бути взятий взагалі до уваги проєкт партії Волошина через свою фантастичність. Більше підходить за суттю простіший проєкт партії Ґаґатко, але герб Підкарпатської Русі не був вирішений у цілому згідно із цим проєктом тому, що була небезпека, якщо б до закону був прийнятий тільки проєкт однієї партії, це викликало би велике невдоволення іншої політичної партії, а ще й тому, що скоріше, ніж дійшла відповідь із Ужгороду, конституційний комітет прийняв пропозицію уряду щодо герба Підкарпатської Русі і, виходячи із обставин, з якими зустрілося обговорення всього комплексу питань, було неможливо запропонувати в конституційному комітеті перегляд попереднього рішення».
Так був створений герб Підкарпатської Русі, щит із зображенням якого знаходиться серед інших гербів на стінах храму св. Вітта у Празі.
Коли розглядалося питання про державну символіку Чехословаччини в Народних зборах республіки (Прага, 30 березня 1920 року, засідання № 136), виступив голова Конституційного комітету депутат д-р Гнідек:
«…Середній герб Чехословацької Республіки пропонується створити таким чином, щоби у ньому були представлені основні герби всіх земель, які складають нашу державу. Таких земель є п'ять: Богемія, Моравія, Силезія, Словаччина і Підкарпатська Русь. Як окремі герби цих земель були використані їхні історичні герби, якщо такі були, а якщо їх не було, то необхідно їх було створити.
Заново треба було створити герб Підкарпатської Русі. Цей герб на лівому боці щита. Підкарпатська Русь герба свого ніколи не мала, також переговори з місцевими представниками не приводили до остаточних результатів. Цей герб треба було створювати самостійно, при можливості врахувати побажання місцевих діячів. Після серйозної роботи щодо цього герба пропонується: щит розтятий навпіл, в правій його половині (геральдично — авт.) в синьому полі три золотих балки (пояси), в лівій половині в білому полі червоний ведмідь у скоку і вправо дивиться. Кольори обрані згідно з місцевими побажаннями, оскільки в Підкарпатській Русі частина населення дотримується українських кольорів: синього і жовтого, інша частина вирішила про прапори червоно-білі. Ведмідь був обраний тому, що знаходиться в місцевих гербах і можна вважати його з інших причин за вдалий геральдичний символ.»
У другій половині дня депутати схвалили законопроєкт про державний прапор, державні герби і державну печатку. На цьому завершилася півторарічна робота над створенням символіки Чехословаччини.

### Карпатська Україна

Герб Карпатської України

Під час проголошення незалежності Карпатської України 15 березня 1939 року краєвий герб проголосили державним, додавши до нього ще Тризуб св. Володимира Великого.

## Галерея похідних від герба Закарпаття гербів

Герб русинів
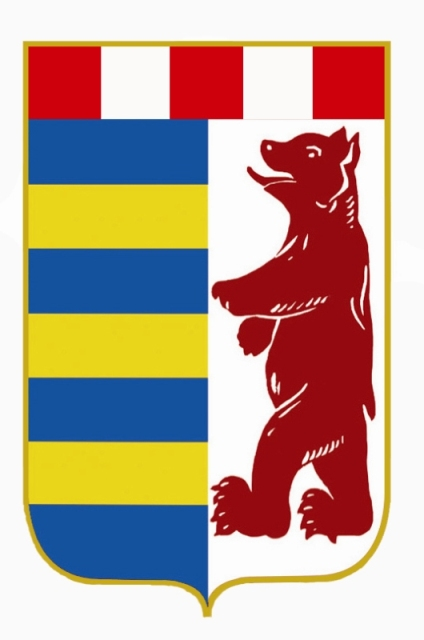
Герб русинів Хорватії